# 内装仕上工事
内装仕上工事業（ないそうしあげこうじ）は、木材、石膏ボード、吸音板、壁紙（クロス）、たたみ、ビニール床タイル、カーペット、ふすま等を用いて建築物の内装仕上げを行う工事を業とする建設業。
工事の例示としては、インテリア工事、天井仕上工事、壁張り工事、内装間仕切り工事、床仕上工事、たたみ工事、ふすま工事、家具工事、防音工事

「家具工事」とは、建築物に家具を据付け又は家具の材料を現場にて加工若しくは組み立てて据付ける工事をいう。
「防音工事」とは、建築物における通常の防音工事であり、ホール等の構造的に音響効果を目的とするような工事は含まれない。
「たたみ工事」とは、採寸、割付け、たたみの製造・加工から敷きこみまでを一貫して請け負う工事をいう。